# Agromyza lithospermi
Agromyza lithospermi este o specie de muște din genul Agromyza, familia Agromyzidae, descrisă de Spencer în anul 1963. Conform Catalogue of Life specia Agromyza lithospermi nu are subspecii cunoscute.